# پابزرگ فیلیپینی
پابزرگ فیلیپینی (نام علمی: Megapodius cumingii) نام یک گونه از سرده مرغ خاشاک است. این گونه در فیلیپین و سولاوسی یافت می‌شود. زیستگاه این گونه جنگل‌های گرمسیری و نیمه گرمسیری است.